# Łukasz Buzun
Łukasz Buzun, właśc. Mirosław Buzun (ur. 26 lutego 1968 w Korycinie) – polski duchowny rzymskokatolicki, paulin, doktor nauk teologicznych, przeor klasztoru paulinów na Jasnej Górze w 2014, biskup pomocniczy kaliski od 2014.

## Życiorys
Urodził się 26 lutego 1968 w Korycinie jako Mirosław Buzun w rodzinie syn Alfonsa i Teresy z domu Rydzewskiej. Od 1983 kształcił się w Technikum Mechanicznym w Białymstoku w zakresie specjalności naprawa i eksploatacja pojazdów samochodowych, uzyskując świadectwo dojrzałości. Nie został przyjęty na Politechnikę Warszawską, więc podjął studia w Instytucie Wyższej Kultury Religijnej w Suwałkach, filii Katolickiego Uniwersytetu Lubelskiego. W 1989 wstąpił do zakonu paulinów, rozpoczynając nowicjat w Żarkach-Leśniowie. W 1990 złożył pierwszą profesję zakonną. Od 1990 odbywał studia filozoficzno-teologiczne w Wyższym Seminarium Duchownym Zakonu Paulinów w Krakowie. Przyjął imię zakonne Łukasz. Profesję wieczystą złożył 2 sierpnia 1995 na Jasnej Górze na ręce generała zakonu ojca Jana Nalaskowskiego, a następnego dnia biskup pomocniczy częstochowski Antoni Długosz wyświęcił go na diakona. Święceń prezbiteratu udzielił mu 8 czerwca 1996 na Jasnej Górze arcybiskup metropolita częstochowski Stanisław Nowak. W latach 1999–2002 studiował psychologię na Papieskim Fakultecie Teologicznym we Wrocławiu, uzyskując licencjat. Dalsze studia w zakresie teologii duchowości odbył na Uniwersytecie Kardynała Stefana Wyszyńskiego w Warszawie, gdzie w 2010 na podstawie dysertacji Chrystocentryzm życia duchowego w nauczaniu św. Józefa Sebastiana Pelczara otrzymał doktorat z nauk teologicznych w dziedzinie teologii duchowości. W 2010 ukończył studium psychoterapii systemowej w Krakowie.
Pełnił posługę duszpastersko-katechetyczną w klasztorze paulinów w Wieruszowie. W latach 2003–2004 przynależał do klasztoru w Warszawie. W 2006 został duszpasterzem i katechetą w parafii św. Ludwika we Włodawie. Spowiadał siostry zakonne, m.in. kamedułki ze Złoczewa i urszulanki z Sieradza. W 2007 został członkiem wspólnoty na Jasnej Górze. Został pracownikiem Poradni Życia Rodzinnego na Jasnej Górze, a także podjął współpracę z Ośrodkiem Interwencji Kryzysowej w Częstochowie. W 2008 objął funkcję zastępcy dyrektora Radia Jasna Góra, gdzie prowadził audycje dotyczące biblii oraz małżeństwa i rodziny. W latach 2011–2014 był trzecim podprzeorem klasztoru. 16 kwietnia 2014 został mianowany przeorem jasnogórskiego klasztoru. Urząd sprawował do czasu nominacji biskupiej.
W 2010 został wykładowcą przedmiotu kierownictwo duchowe a psychoterapia w Studium Kierownictwa Duchowego Uniwersytetu Kardynała Stefana Wyszyńskiego w Warszawie.
5 lipca 2014 papież Franciszek mianował go biskupem pomocniczym diecezji kaliskiej ze stolicą tytularną Chusira. Święcenia biskupie otrzymał 16 sierpnia 2014 w bazylice jasnogórskiej w Częstochowie. Udzielił mu ich arcybiskup Celestino Migliore, nuncjusz apostolski w Polsce, któremu asystowali Wacław Depo, arcybiskup metropolita częstochowski, i Edward Janiak, biskup diecezjalny kaliski. Jako dewizę biskupią przyjął słowa „Verba vitae aeternae habes” (Ty masz słowa życia wiecznego). W 2014 został ustanowiony wikariuszem generalnym diecezji.
W ramach prac Konferencji Episkopatu Polski wszedł w skład Komisji Mieszanej Biskupi – Wyżsi Przełożeni Życia Konsekrowanego, Komisji ds. Instytutów Życia Konsekrowanego i Stowarzyszeń Życia Apostolskiego, Komisji Maryjnej oraz Rady ds. Migracji, Turystki i Pielgrzymek.